# Campionati statunitensi di ciclismo su strada
I campionati statunitensi di ciclismo su strada sono la manifestazione annuale di ciclismo su strada che assegna il titolo di Campione degli Stati Uniti. I vincitori hanno il diritto di indossare per un anno la maglia di campione statunitense.
La prima edizione riservata ai professionisti si svolse nel 1985. Tradizionalmente si disputava a Filadelfia in Pennsylvania, nell'ambito del Philadelphia International Championship, ma nel novembre 2005 la federazione statunitense decise di spostare le gare a Greenville nella Carolina del Sud. Dal 2006 inoltre la competizione in linea è riservata esclusivamente ai ciclisti professionisti di nazionalità statunitense, mentre precedentemente la corsa era aperta a tutti e si attribuiva il titolo al primo corridore statunitense classificato.

## Campioni in carica
| Uomini Elite | Uomini Elite     |
| ------------ | ---------------- |
| In linea     | Sean Quinn       |
| Cronometro   | Brandon McNulty  |
| Donne Elite  |                  |
| In linea     | Kristen Faulkner |
| Cronometro   | Taylor Knibb     |

## Albo d'oro

### Titoli maschili
Aggiornato all'edizione 2024.
| Anno | Vincitore                             | Secondo                               | Terzo                                 |
| ---- | ------------------------------------- | ------------------------------------- | ------------------------------------- |
| 1985 | Eric Heiden                           | Tom Broznowski                        | Tom Schuler                           |
| 1986 | Thomas Prehn                          | Douglas Shapiro                       | Thurlow Rogers                        |
| 1987 | Tom Schuler                           | Roy Knickman                          | Gary Fornes                           |
| 1988 | Ron Kiefel                            | Douglas Shapiro                       | Karl Maxon                            |
| 1989 | Greg Oravetz                          | Michael Engleman                      | Alexi Grewal                          |
| 1990 | Kurt Stockton                         | Andy Bishop                           | Kenny Adams                           |
| 1991 | Davis Phinney                         | Kurt Stockton                         | Greg Oravetz                          |
| 1992 | Bart Bowen                            | Andy Bishop                           | Jamie Paolinetti                      |
| 1993 | Lance Armstrong                       | Scott McKinley                        | Jamie Paolinetti                      |
| 1994 | Steve Hegg                            | Scott Fortner                         | Michael Engleman                      |
| 1995 | Norman Alvis                          | Clark Sheehan                         | Lance Armstrong                       |
| 1996 | Eddy Gragus                           | Fred Rodriguez                        | Chris Horner                          |
| 1997 | Bart Bowen                            | Frank McCormack                       | Jonathan Vaughters                    |
| 1998 | George Hincapie                       | Frank McCormack                       | Mark McCormack                        |
| 1999 | Marty Jemison                         | Fred Rodriguez                        | Anton Villatoro                       |
| 2000 | Fred Rodriguez                        | George Hincapie                       | John Lieswyn                          |
| 2001 | Fred Rodriguez                        | Trent Klasna                          | George Hincapie                       |
| 2002 | Chann McRae                           | Danny Pate                            | George Hincapie                       |
| 2003 | Mark McCormack                        | Kevin Monahan                         | David Clinger                         |
| 2004 | Fred Rodriguez                        | Kirk O'Bee                            | Russell Hamby                         |
| 2005 | Chris Wherry                          | Danny Pate                            | Chris Horner                          |
| 2006 | George Hincapie                       | Levi Leipheimer                       | Danny Pate                            |
| 2007 | Levi Leipheimer                       | George Hincapie                       | Neil Shirley                          |
| 2008 | Tyler Hamilton                        | Blake Caldwell                        | Danny Pate                            |
| 2009 | George Hincapie                       | Andrew Bajadali                       | Jeff Louder                           |
| 2010 | Ben King                              | Alex Candelario                       | Kiel Reijnen                          |
| 2011 | Matthew Busche                        | George Hincapie                       | Ted King                              |
| 2012 | Timothy Duggan                        | Frank Pipp                            | Kiel Reijnen                          |
| 2013 | Fred Rodriguez                        | Brent Bookwalter                      | Kiel Reijnen                          |
| 2014 | Eric Marcotte                         | Travis McCabe                         | Alex Howes                            |
| 2015 | Matthew Busche                        | Joe Dombrowski                        | Kiel Reijnen                          |
| 2016 | Gregory Daniel                        | Alex Howes                            | Travis McCabe                         |
| 2017 | Larry Warbasse                        | Neilson Powless                       | Alexey Vermeulen                      |
| 2018 | Jonathan Brown                        | Robin Carpenter                       | Jacob Rathe                           |
| 2019 | Alex Howes                            | Stephen Bassett                       | Neilson Powless                       |
| 2020 | annullato per la pandemia di COVID-19 | annullato per la pandemia di COVID-19 | annullato per la pandemia di COVID-19 |
| 2021 | Joey Rosskopf                         | Brent Bookwalter                      | Kyle Murphy                           |
| 2022 | Kyle Murphy                           | Tyler Stites                          | Magnus Sheffield                      |
| 2023 | Quinn Simmons                         | Tyler Williams                        | Tyler Stites                          |
| 2024 | Sean Quinn                            | Brandon McNulty                       | Neilson Powless                       |

| Anno | Vincitore                             | Secondo                               | Terzo                                 |
| ---- | ------------------------------------- | ------------------------------------- | ------------------------------------- |
| 1997 | Jonathan Vaughters                    | Norman Alvis                          | Steve Hegg                            |
| 1998 | Dylan Casey                           | Norman Alvis                          | Frank McCormack                       |
| 1999 | Levi Leipheimer                       | Steve Hegg                            | Chris Wherr                           |
| 2000 | Adham Sbeih                           | John Lieswyn                          | Steve Hegg                            |
| 2001 | Trent Klasna                          | Adham Sbeih                           | Doug Ziewacz                          |
| 2002 | Dylan Casey                           | Chris Horner                          | Chris Baldwin                         |
| 2003 | Chris Baldwin                         | Tom Danielson                         | Jason McCartney                       |
| 2004 | David Zabriskie                       | John Lieswyn                          | Kenny Williams                        |
| 2005 | Chris Baldwin                         | Jeff Louder                           | Bernard Van Ulden                     |
| 2006 | David Zabriskie                       | Chris Baldwin                         | Jason McCartney                       |
| 2007 | David Zabriskie                       | Danny Pate                            | Timothy Duggan                        |
| 2008 | David Zabriskie                       | Tom Zirbel                            | Christian Vandevelde                  |
| 2009 | David Zabriskie                       | Tom Zirbel                            | Scott Zwizanski                       |
| 2010 | Taylor Phinney                        | Levi Leipheimer                       | Bernard Van Ulden                     |
| 2011 | David Zabriskie                       | Tom Zirbel                            | Matthew Busche                        |
| 2012 | David Zabriskie                       | Tejay van Garderen                    | Brent Bookwalter                      |
| 2013 | Tom Zirbel                            | Brent Bookwalter                      | Nathan Brown                          |
| 2014 | Taylor Phinney                        | Tom Zirbel                            | David Williams                        |
| 2015 | Andrew Talansky                       | Ben King                              | David Williams                        |
| 2016 | Taylor Phinney                        | Tom Zirbel                            | Alexey Vermeulen                      |
| 2017 | Joey Rosskopf                         | Brent Bookwalter                      | Neilson Powless                       |
| 2018 | Joey Rosskopf                         | Chad Haga                             | Brent Bookwalter                      |
| 2019 | Ian Garrison                          | Neilson Powless                       | George Simpson                        |
| 2020 | annullato per la pandemia di COVID-19 | annullato per la pandemia di COVID-19 | annullato per la pandemia di COVID-19 |
| 2021 | Lawson Craddock                       | Chad Haga                             | Tejay van Garderen                    |
| 2022 | Lawson Craddock                       | Magnus Sheffield                      | George Simpson                        |
| 2023 | Brandon McNulty                       | William Barta                         | Joey Rosskopf                         |
| 2024 | Brandon McNulty                       | Tyler Stites                          | Neilson Powless                       |

### Titoli femminili
Aggiornato all'edizione 2024.
| Anno | Vincitrice                            | Seconda                               | Terza                                 |
| ---- | ------------------------------------- | ------------------------------------- | ------------------------------------- |
| 1966 | Audrey McElmury                       |                                       |                                       |
| 1967 | Nancy Burghart                        |                                       |                                       |
| 1968 | Nancy Burghart                        |                                       |                                       |
| 1969 | Donna Tobias                          |                                       |                                       |
| 1970 | Audrey McElmury                       |                                       |                                       |
| 1971 | Mary Jane Reoch                       |                                       |                                       |
| 1972 | Debbie Bradley                        | Jeanne Omelenchuk                     | Elleen Brennan                        |
| 1973 | Elleen Brennan                        | Carole Brennan                        | Linda Stein                           |
| 1974 | Jane Robinson                         | Margy Saunders                        | Kim Mumford                           |
| 1975 | Linda Stein                           | Mary Jane Reoch                       | Carole Brennan                        |
| 1976 | Connie Carpenter                      | Mary Jane Reoch                       | Susan Gurney                          |
| 1977 | Connie Carpenter                      | Jane Buyny                            | Barbara Hintzen                       |
| 1978 | Barbara Hintzen                       | Betsy Davis                           | Connie Carpenter                      |
| 1979 | Connie Carpenter                      | Beth Heiden                           | Mary Jane Reoch                       |
| 1980 | Beth Heiden                           | Heidi Hopkins                         | Mary Jane Reoch                       |
| 1981 | Connie Carpenter                      | Cynthia Olavarri                      | Madalaine Roese                       |
| 1982 | Sue Novarra                           | Jacque Bradley                        | Rebecca Twigg                         |
| 1983 | Rebecca Twigg                         | Janelle Parks                         | Cynthia Olavarri                      |
| 1984 | Rebecca Daughton                      | Pat Engberg                           | Alison Kellegher                      |
| 1985 | Rebecca Daughton                      | Kelly Kittredge                       | Peggy Maass                           |
| 1986 | Katrin Tobin                          | Jane Marshall                         | Janelle Parks                         |
| 1987 | Janelle Parks                         | Danute Bankaitis-Davis                | Inga Thompson                         |
| 1988 | Inga Thompson                         | Sally Zack                            | Ruthie Matthes                        |
| 1989 | Juli Furtado                          | Ruthie Matthes                        | Laura Peycke                          |
| 1990 | Ruthie Matthes                        | Marion Clignet                        | Karen Livingston-Bliss                |
| 1991 | Inga Thompson                         | Maureen Manley                        | Ruthie Matthes                        |
| 1992 | Jeannie Golay                         | Inga Thompson                         | Linda Brenneman                       |
| 1993 | Inga Thompson                         | Karen Kurreck                         | Alison Dunlap                         |
| 1994 | Jeannie Golay                         | Deirdre Demet-Barry                   | Carmen Richardson                     |
| 1995 | Jeannie Golay                         | Laura Charameda                       | Julie Young                           |
| 1996 | Deirdre Demet-Barry                   | Heather Albert-Hall                   | Alison Dunlap                         |
| 1997 | Louisa Jenkins                        | Mari Holden                           | Deirdre Demet-Barry                   |
| 1998 | Pamela Schuster                       | Kendra Wenzel                         | Deirdre Demet-Barry                   |
| 1999 | Mari Holden                           | Julie Young                           | Kendra Wenzel                         |
| 2000 | Nicole Freedman                       | Pamela Schuster                       | Mina Pizzini                          |
| 2001 | Kimberly Bruckner                     | Amber Neben                           | Suzanne Sonye                         |
| 2002 | Jessica Phillips                      | Amber Neben                           | Tina Mayolo-Pic                       |
| 2003 | Amber Neben                           | Kristin Armstrong                     | Kimberly Bruckner                     |
| 2004 | Kristin Armstrong                     | Christine Thorburn                    | Tina Mayolo-Pic                       |
| 2005 | Katheryn Curi Mattis                  | Lynn Gaggioli                         | Tina Mayolo-Pic                       |
| 2006 | Kristin Armstrong                     | Christine Thorburn                    | Amber Neben                           |
| 2007 | Mara Abbott                           | Kristin Armstrong                     | Amber Neben                           |
| 2008 | Brooke Miller                         | Tina Mayolo-Pic                       | Katherine Carroll                     |
| 2009 | Meredith Miller                       | Chrissy Ruiter                        | Kristen LaSasso                       |
| 2010 | Mara Abbott                           | Shelley Olds-Evans                    | Carmen McNellis                       |
| 2011 | Robin Farina                          | Andrea Dvorak                         | Amanda Miller                         |
| 2012 | Megan Guarnier                        | Lauren Hall                           | Carmen McNellis                       |
| 2013 | Jade Wilcoxson                        | Lauren Hall                           | Alison Powers                         |
| 2014 | Alison Powers                         | Megan Guarnier                        | Evelyn Stevens                        |
| 2015 | Megan Guarnier                        | Coryn Rivera                          | Tayler Wiles                          |
| 2016 | Megan Guarnier                        | Coryn Rivera                          | Mandy Heintz                          |
| 2017 | Amber Neben                           | Coryn Rivera                          | Ruth Winder                           |
| 2018 | Coryn Rivera                          | Megan Guarnier                        | Emma White                            |
| 2019 | Ruth Winder                           | Coryn Rivera                          | Emma White                            |
| 2020 | annullato per la pandemia di COVID-19 | annullato per la pandemia di COVID-19 | annullato per la pandemia di COVID-19 |
| 2021 | Lauren Stephens                       | Coryn Rivera                          | Veronica Ewers                        |
| 2022 | Emma Langley                          | Lauren De Crescenzo                   | Lauren Stephens                       |
| 2023 | Chloe Dygert                          | Coryn Labecki                         | Skylar Schneider                      |
| 2024 | Kristen Faulkner                      | Ruth Edwards                          | Coryn Labecki                         |

| Anno | Vincitrice                            | Seconda                               | Terza                                 |
| ---- | ------------------------------------- | ------------------------------------- | ------------------------------------- |
| 1975 | Mary Jane Reoch                       | Lyn Lemaire                           | Margy Saunders                        |
| 1976 | Lyn Lemaire                           | Mary Jane Reoch                       | Hannah North                          |
| 1977 | Lyn Lemaire                           | Mary Jane Reoch                       | Connie Carpenter                      |
| 1978 | Esther Salim                          | Lyn Lemaire                           | Cary Peterson                         |
| 1979 | Beth Heiden                           | Connie Carpenter                      | Mary Jane Reoch                       |
| 1980 | Beth Heiden                           | Mary Jane Reoch                       | Betsy Davis                           |
| 1981 | Connie Carpenter                      | Hannah North                          | Cynthia Olavarri                      |
| 1982 | Rebecca Twigg                         | Connie Carpenter                      |                                       |
| 1983 | Cindy Olavarri                        | Deborah Shumway                       | Susan Ehlers                          |
| 1984 | Patti Cashman                         | Elizabeth Larsen                      | Peggy Maass                           |
| 1985 | Elizabeth Larsen                      |                                       |                                       |
| 1986 | Jane Marshall                         |                                       |                                       |
| 1987 | Inga Thompson                         | Rebecca Twigg                         | Jane Marshall                         |
| 1988 | Phyllis Hines                         | Jeannie Golay                         | Jane Marshall                         |
| 1989 | Jeanne Golay                          | Jane Marshall                         | Marion Clignet                        |
| 1990 | Inga Thompson                         | Eve Stephenson                        | Marion Clignet                        |
| 1991 | Inga Thompson                         | Eve Stephenson                        | Maureen Manley                        |
| 1992 | Jeanne Golay                          | Danute Bankaitis-Davis                | Carol-Ann Bostick                     |
| 1993 | Rebecca Twigg                         | Karen Kurreck                         |                                       |
| 1994 | Rebecca Twigg                         | Eve Stephenson                        | Karen Kurreck                         |
| 1995 | Mari Holden                           | Jeannie Golay                         | Deirdre Demet-Barry                   |
| 1996 | Mari Holden                           | Alison Dunlap                         | Linda Brenneman                       |
| 1997 | Elizabeth Emery                       | Deirdre Demet-Barry                   | Rebecca Twigg                         |
| 1998 | Mari Holden                           | Karen Kurreck                         | Giana Roberge-Goldberg                |
| 1999 | Mari Holden                           | Elizabeth Emery                       | Emily Robbins                         |
| 2000 | Mari Holden                           | Karen Kurreck                         | Pamela Schuster                       |
| 2001 | Kimberly Bruckner                     | Mari Holden                           | Pamela Schuster                       |
| 2002 | Kimberly Bruckner                     | Amber Neben                           | Tina Mayolo-Pic                       |
| 2003 | Kimberly Bruckner                     | Deirdre Demet-Barry                   | Amber Neben                           |
| 2004 | Christine Thorburn                    | Amber Neben                           | Deirdre Demet-Barry                   |
| 2005 | Kristin Armstrong                     | Amber Neben                           | Christine Thorburn                    |
| 2006 | Kristin Armstrong                     | Amber Neben                           | Christine Thorburn                    |
| 2007 | Kristin Armstrong                     | Amber Neben                           | Christine Thorburn                    |
| 2008 | Alison Powers                         | Mara Abbott                           | Chrissy Ruiter                        |
| 2009 | Jessica Phillips                      | Evelyn Stevens                        | Alison Powers                         |
| 2010 | Evelyn Stevens                        | Amber Neben                           | Mara Abbott                           |
| 2011 | Evelyn Stevens                        | Amber Neben                           | Kristin Armstrong                     |
| 2012 | Amber Neben                           | Evelyn Stevens                        | Alison Powers                         |
| 2013 | Carmen Small-McNellis                 | Kristin McGrath                       | Alison Powers                         |
| 2014 | Alison Powers                         | Carmen Small-McNellis                 | Evelyn Stevens                        |
| 2015 | Kristin Armstrong                     | Carmen Small-McNellis                 | Amber Neben                           |
| 2016 | Carmen Small-McNellis                 | Amber Neben                           | Kristin Armstrong                     |
| 2017 | Amber Neben                           | Lauren Stephens                       | Leah Thomas                           |
| 2018 | Amber Neben                           | Tayler Wiles                          | Emma White                            |
| 2019 | Amber Neben                           | Chloé Dygert                          | Leah Thomas                           |
| 2020 | annullato per la pandemia di COVID-19 | annullato per la pandemia di COVID-19 | annullato per la pandemia di COVID-19 |
| 2021 | Chloé Dygert                          | Amber Neben                           | Leah Thomas                           |
| 2022 | Leah Thomas                           | Amber Neben                           | Zoe Ta-Perez                          |
| 2023 | Chloe Dygert                          | Lauren Stephens                       | Amber Neben                           |
| 2024 | Taylor Knibb                          | Kristen Faulkner                      | Amber Neben                           |